# 八田真行
八田 真行（はった まさゆき、1979年（昭和54年）7月31日 - ）は日本人の経営学者（駿河台大学准教授）、ハッカー、翻訳家、コラムニスト。
オープンソースの定義の翻訳、GNU GPL、GNU LGPL、GNU FDL (GFDL) などGNUライセンス群の邦訳者、自由ソフトウェア/オープンソース (FOSS)に関するコラムの執筆者として知られる。

## 略歴
東京都練馬区生まれ。東京学芸大学教育学部附属高等学校在学中にアメリカ・ニューヨーク州へ留学。東京大学経済学部、東京大学大学院経済学研究科修士課程を修了。同大学院経済学研究科博士後期課程を単位取得満期退学。大学院では法と経済学、組織論を専攻。財団法人知的財産研究所特別研究員を経て、駿河台大学経済学部准教授、GLOCOM客員研究員。
高校在学中から自由ソフトウェア/オープンソース関連の活動を開始。2000年からDebianの公式開発者。2003年から2004年にかけてGNUプロジェクトのチーフ翻訳コーディネータ。2006年から2007年にかけてはGPLv3ディスカッション・コミッティー (Committee D) の委員を務めた。
また、2003年にはjapan.linux.com（現SourceForge.JP Magazine）の立ち上げに参与し、主筆となる。2004年からはスラッシュドットジャパンの編集者やSourceForge.JPの管理者も務めている。
上記のほか、ウェブメディア上におけるFOSS関連のコメントを行ったり、2007年のウィキマニア2007、2009年のWikimedia Conference Japan 2009で講演を行ったりしている。2010年12月には、内部告発ウェブサイト「ウィキリークス」に関するインタビューを受けている。
2014年10月17日、日本記者クラブで講演し、「ウィキリークス」の日本版を同年12月に開設する計画を明らかにした。匿名化ソフト「Tor」を使い、内部告発者の素性は分からない仕組みにするという。

## メディア出演
- 報道特集 「世界が震かん！外交文書大量公開の告発サイト 」（TBS系列 2010年12月4日）
- ウィキリークスとジャーナリズム ～正義か、犯罪か？～ - ニコニコ生放送 2010年12月4日
- ニュースの深層（司会上杉隆、朝日ニュースター 2010年12月7日）
- BSフジLIVE プライムニュース（BSフジ 2017年2月21日）

## 著書
- 『オープンソース・ソフトウェア・ライセンスにおけるソフトウェア特許と商標の扱いに関する研究』（知的財産研究所、2011年）

### 共著
- 『日本人が知らないウィキリークス』 (新書y、洋泉社、2011年）ISBN 4862486932